# Вікліфф (Кентуккі)
Вікліфф (англ. Wickliffe) — місто (англ. city) в США, в окрузі Баллард штату Кентуккі. Населення — 670 осіб (2020).

## Географія
Вікліфф розташований за координатами 36°57′58″ пн. ш. 89°4′55″ зх. д. / 36.96611° пн. ш. 89.08194° зх. д. (36.966236, -89.081900).  За даними Бюро перепису населення США в 2010 році місто мало площу 2,98 км², з яких 2,96 км² — суходіл та 0,02 км² — водойми.

## Демографія
Згідно з переписом 2010 року, у місті мешкало 688 осіб у 297 домогосподарствах у складі 191 родини. Густота населення становила 231 особа/км².  Було 355 помешкань (119/км²).
Расовий склад населення:
| - 91,1 % — білих - 3,9 % — чорних або афроамериканців - 0,3 % — корінних американців - 1,5 % — осіб інших рас |

До двох чи більше рас належало 3,2 %. Частка іспаномовних становила 2,9 % від усіх жителів.
За віковим діапазоном населення розподілялося таким чином: 22,8 % — особи молодші 18 років, 59,5 % — особи у віці 18—64 років, 17,7 % — особи у віці 65 років та старші. Медіана віку мешканця становила 40,8 року. На 100 осіб жіночої статі у місті припадало 98,8 чоловіків;  на 100 жінок у віці від 18 років та старших — 98,1 чоловіків також старших 18 років.
Середній дохід на одне домашнє господарство  становив 40 456 доларів США (медіана — 33 403), а середній дохід на одну сім'ю — 51 837 доларів (медіана — 41 607). За межею бідності перебувало 19,3 % осіб, у тому числі 14,5 % дітей у віці до 18 років та 12,9 % осіб у віці 65 років та старших.
Цивільне працевлаштоване населення становило 242 особи. Основні галузі зайнятості: освіта, охорона здоров'я та соціальна допомога — 18,6 %, виробництво — 16,9 %, будівництво — 12,8 %, мистецтво, розваги та відпочинок — 12,4 %.